# Леві (Квебек)
Леві (фр. Lévis)  — місто у провінції Квебек (Канада), розташоване на березі річки Святого Лаврентія, напроти міста Квебек. Найбільше місто адміністративного регіону Шодьєр-Аппалаш.
Поміж Леві та містом Квебек ходить пором (у робочі дні — щопівгодини) і автобуси кількох маршрутів.

## Історія
Село на місці Леві існувало ще за часів Нової Франції, але сучасне місто було засноване 18 травня 1861. Засновник — єпископ Жозеф-Давид Дезьєль (фр. Mgr Joseph-David Déziel), який багато що зробив і для подальшого розвитку міста.
Одним з найвідоміших громадян міста був Альфонс Дежарден (фр. Alphonse Desjardins), який у 1900 році заснував у Леві першу касу майбутньої Кредитної спілки Дежарден (фр. Fédération des caisses Desjardins du Québec). У наші часи, Рух Дежардена (фр. Mouvement Desjardins) — один з найбільших кредитних союзів Канади і світу. Він діє не тільки по цілому Квебеку, а й у інших провінціях Канади і за кордоном.

## Освіта
У місті діє філіал Квебекського університету у Рімускі.